# Thomas Walde (Journalist, 1941)
Thomas Walde (* 23. Januar 1941 in Hirschberg im Riesengebirge, Provinz Niederschlesien; † 20. August 2022) war ein deutscher Journalist und Programmdirektor.

## Leben und Wirken
Walde absolvierte nach seinem Abitur 1961 in Uelzen ein Redaktionsvolontariat. Von 1964 bis 1970 studierte er in Hamburg Politologie.
Bei der Zeitschrift Stern war er Leiter des Ressorts Zeitgeschichte und war eine Hauptperson bei der Beschaffung der vermeintlichen Hitler-Tagebücher. Zunächst ohne die Chefredaktion zu informieren, fädelte er mit Gerd Heidemann und der Verlagsleitung den Kauf der Tagebücher ein. Im satirischen Film Schtonk! von Helmut Dietl wurde der Ressortleiter Zeitgeschichte Pit Kummer 1992 von Harald Juhnke gespielt.
In der deutschen Miniserie Faking Hitler wurde der Ressortleiter Zeitgeschichte Felix Bloom 2021 von Hans-Jochen Wagner gespielt.
1986 kam er zu dem damals im Aufbau befindlichen Privatsender Radio Hamburg, dessen Programmdirektor er ab 1996 war. Zum 31. Januar 2001 zog er sich in den Ruhestand zurück.
Walde hinterließ seine Ehefrau und drei Kinder. Er war Oberstleutnant der Reserve.

## Werke
- ND-Report : Die Rolle der geheimen Nachrichtendienste im Regierungssystem der Bundesrepublik Deutschland, Piper, München 1971, ISBN 3-492-01917-X.
- mit G. Heidemann: Wie Sternreporter Gerd Heidemann die Tagebücher fand. In: Stern, Ausgabe vom 28. April 1983, S. 37L–37Z.